# Populus wuana
Populus wuana är en videväxtart som beskrevs av C. Wang och S.L. Tung. Populus wuana ingår i släktet popplar, och familjen videväxter. Inga underarter finns listade i Catalogue of Life.